# Ripszám Henrik-emlékérem
A Ripszám Henrik-emlékérem a Magyar Tájékozódási Futó Szövetség által a tájékozódási futás sportágban kifejtett sokéves munka elismerésére alapított díj. Átadására évente egy alkalommal kerül sor a szövetség éves közgyűlésén. A díjazottak száma évente maximum 3 fő lehet.